# Christoph Pichorner
Christoph Pichorner (* 18. Juni 1999 in Spittal an der Drau) ist ein österreichischer Fußballspieler.

## Karriere
Pichorner begann seine Karriere beim ASKÖ Gmünd. Zur Saison 2013/14 kam er in die AKA Kärnten. Diese wurde zur Saison 2014/15 vom Wolfsberger AC übernommen. Zur Saison 2017/18 rückte er in den Kader der Amateure von Wolfsberg. Für diese debütierte er im August 2017 gegen die LASK Juniors OÖ in der Regionalliga. Insgesamt kam er zu 14 Einsätzen für die Amateure der Kärntner in der dritthöchsten Spielklasse. Zur Saison 2018/19 wechselte er zum ebenfalls drittklassigen Grazer AK. Für die Grazer kam er bis Saisonende zu acht Einsätzen in der Regionalliga; der GAK stieg zu Saisonende in die 2. Liga auf.
Nach dem Aufstieg wechselte Pichorner zur Saison 2019/20 zum vormaligen Ligakonkurrenten FC Gleisdorf 09. In zwei Jahren in Gleisdorf absolvierte der Abwehrspieler 26 Regionalligapartien. Zur Saison 2021/22 schloss er sich dem Zweitligisten Kapfenberger SV an. Sein Debüt in der 2. Liga gab er im Juli 2021, als er am ersten Spieltag jener Saison gegen den FC Liefering in der Startelf stand. Insgesamt kam er für Kapfenberg zu 82 Zweitligaeinsätzen, in denen er achtmal traf.
Zur Saison 2024/25 wechselte er innerhalb der Liga zum SV Lafnitz, bei dem er einen bis 2025 laufenden Vertrag erhielt. Für Lafnitz kam er zu 22 Einsätzen in der 2. Liga, aus der der Verein zu Saisonende aber abstieg. Zur Saison 2025/26 wechselte Pichorner daraufhin zum viertklassigen SC Fürstenfeld.